# Hitrádio City 93,7 FM
Hitrádio City 93,7 FM (dříve Radio City 93,7 FM) je soukromá regionální rozhlasová stanice na území Prahy a Středočeského kraje. V Praze se jedná o 9. nejposlouchanější rozhlasovou stanici s týdenní poslechovostí 82 000 posluchačů. Cílovou skupinou Hitrádia City 93,7 FM jsou posluchači ve věku 20–49 let, převážně rodiny s dětmi, často mladí dospělí.
Program tvoří hity od těch největších po ty nejnovější, regionální zpravodajství a užitečné servisní informace. Jednotlivá Hitrádia mezi sebou spolupracují např. při pokrytí klíčových zpravodajských událostí, kulturních a sportovních akcí.

## Historie stanice
Stanice začala vysílat 1. února 1993 pod názvem Radio City 93,7 FM. Úplně první skladbou, která se dostala do playlistu, byla speciální úprava hitu Radio Ga Ga skupiny Queen.
25. dubna 2017 udělila Rada pro rozhlasové a televizní vysílání společnosti Media Bohemia souhlas se změnou názvu Radio City 93,7 FM na nový název Hitrádio City 93,7 FM. Kromě názvu se změnil i vizuální styl a zvukový obal, který je shodný s ostatními Hitrádii. Cílem chystaných novinek bylo oslovit další posluchače z věkové kategorie od 20 do 39 let a posílit tak tuto značku. Až do roku 2021 si však stanice držela vlastní staniční hlas a původní slogan „Více hudby, méně slov".

## Program[5]

### Pracovní den
- 6:00 - 9:00 Snídaně šampionů (po-čt) Kateřina Pechová, Jiří Pelnář, David Jošt (celoplošné vysílání z Prahy pro všechna Hitrádia
- 6:00 - 9:00 Snídaně šampionů (pátek) (Vojta Přívětivý / celoplošné vysílání z Prahy pro všechna Hitrádia)
- 9:00 - 12:00 Dobré dopoledne, Praho (Vojta Přívětivý)
- 12:00 - 15:00 Dobré odpoledne, Praho (Kateřina Pechová)
- 15:00 - 19:00 Odpoledne v metropoli (Michal Knejp, Jasmin Grünerová)
- 19:00 - 22:00 Hitrádio Classic (Michal Klein) (celoplošné vysílání z Prahy pro všechna Hitrádia)
- Středa 19:00 - 22:00 Hrajeme podle vás, hrajeme jenom hity (Leona Gyöngyösi) (celoplošné vysílání z Prahy)

### Víkend
- 7:00 - 13:00 Víkendové Hitradio (Leona Gyöngyösi) (Vysílání z Prahy pro všechna Hitrádia)
- 13:00 - 18:00 Víkend v Praze (Ivo Alač / Tomáš Kočárník)

## Moderátoři

### Zpravodajství
- Lucia Daňková, David Jošt, Dominik Šmaus, Filip Lejček

### Redakce
- Kristýna Čermáková, Tereza Zdobinská, Veronika Tkaczyková,

### Občas moderují
- Michal Pospíchal
- Klára Miklasová

### Bývalí moderátoři
- Roman Ondráček
- Miloš Pokorný
- Petr Král
- Karel Knechtl
- Lenka Hornová
- Gábina Valentová
- Monika Valentová
- Martina Vlčková
- Roman Víšek
- David Beck
- Vojta Efler
- Iva Lecká
- Johan Mádr
- Ondřej Havel
- Lukáš Bárczay
- Petr Koukal
- Lukáš Fröhlich
- Robert Urban
- Dominik Vršanský

## Distribuce signálu
| Město | Vysílač     | RDS název         | Kmitočet [MHz] | Výkon (ERP) [W] | Polarizace   | PI kód RDS | Nadmořská výška [m] | Východní délka | Severní šířka |
| ----- | ----------- | ----------------- | -------------- | --------------- | ------------ | ---------- | ------------------- | -------------- | ------------- |
| Praha | Praha město | HITRADIO CITY_937 | 93,700         | 5011,00         | horizontální | 2032       | 258                 | 14° 27' 4"     | 50° 4' 52"    |

| Město | Vysílač     | Název         | Název krátký | Kanál | Kmitočet    | Výkon (ERP) [W] | Polarizace | Bitová rychlost | Mód zvuku | Kodek     | Ochrana | ID | SID  |
| ----- | ----------- | ------------- | ------------ | ----- | ----------- | --------------- | ---------- | --------------- | --------- | --------- | ------- | -- | ---- |
| Praha | Praha město | HITRADIO CITY | HITRADIO     | 7A    | 188,928 MHz | 800             | vertikální | 64 kbit/s       | Stereo    | HE-AAC v2 | EEP 2-A | 10 | 2F32 |

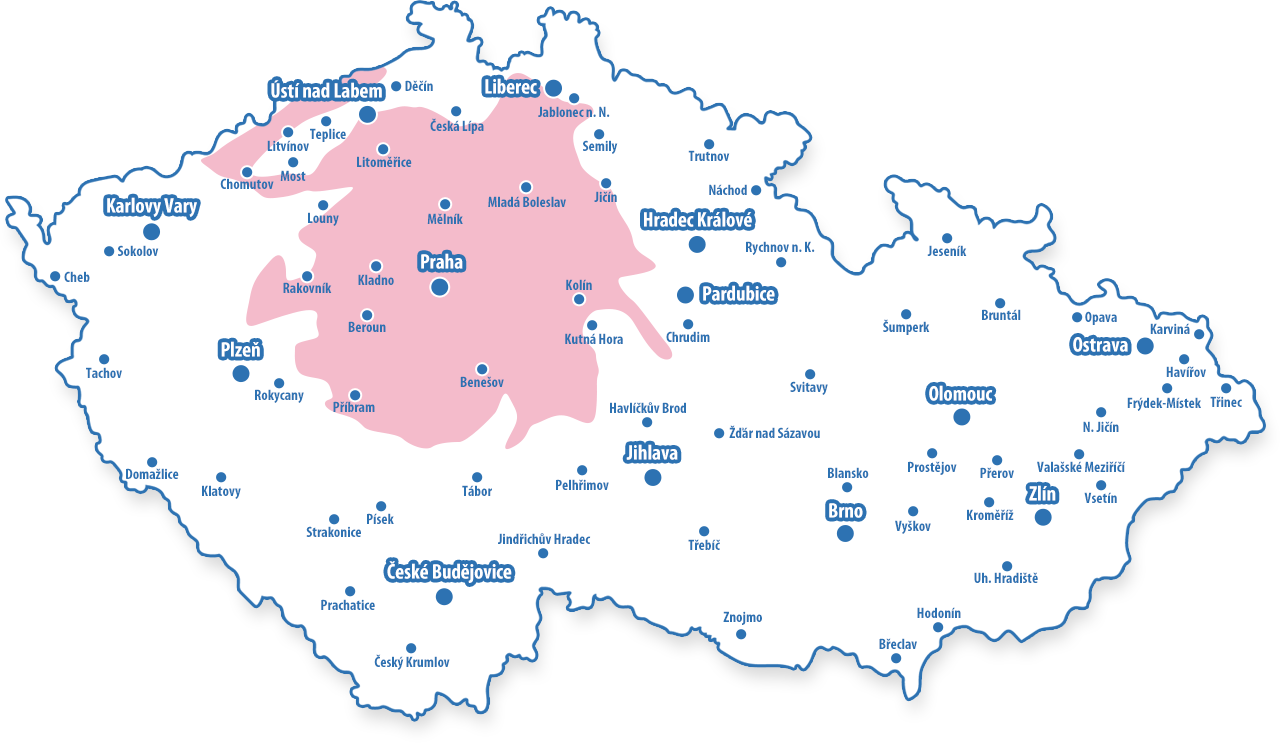
Mapa pokrytí

Signál šířený pomocí DAB+ je v multiplexu CRa, který má 4 vysílače (2x Praha, Plzeň, Ostrava), ale rádio vysílá pouze v Praze z Žižkovského vysílače. Od 1. 7. 2025 je také šířeno ve zkušebním režimu v celoplošném DAB+ multiplexu společnosti RTI CZ.